# Hieracium gjendinense
Hieracium gjendinense es una especie de planta con flor del género Hieracium, de la familia Asteraceae, orden Asterales.

## Distribución
Hieracium gjendinense se distribuye por Noruega.

## Taxonomía
Fue descrita científicamente por Omang.
Tratamiento taxonómico
La especie aparece registrada y publicada en Skr. Vidensk.-Selsk. Christiana, Math.-Naturvidensk. Kl.